# Jens Daugaard-Jensen
Jens Daugaard-Jensen (24. března 1871, Skovgårde – 27. listopadu 1938, Gentofte) byl dánský obchodník, právník a inspektor severního Grónska.

## Životopis
Jens Daugaard-Jensen byl synem hoteliéra Pedera Johannese Jensena (1841–1903) a Petrine Daugaardové (1848–1925). Po složení předběžných zkoušek v Randers pracoval Jens Daugaard-Jensen jako úředník v kancelářích Harden v Mariageru a Terndrupu a později v advokátní kanceláři v Kodani. V roce 1892 dokončil studium práv a od té doby pracoval opět v Terndrupu, než v roce 1893 nastoupil do Královské grónské obchodní společnosti. V roce 1894 se přestěhoval do Uummannaqu, ale následujícího roku se vrátil do Kodaně, aby pracoval jako asistent v KGH. V roce 1898 se stal zplnomocněným zástupcem. O dva roky později byl jmenován inspektorem severního Grónska při KGH. Po dvanácti letech ve funkci se v roce 1912 stal ředitelem KGH pro Grónsko. Tuto funkci zastával až do své smrti v roce 1938 ve věku 67 let.
Daugaard-Jensenovo působení je považováno za nesmírně důležité pro grónské dějiny. Jeho úsilí zajistilo v Grónsku modernizaci, k níž předtím za 130 let dánské správní svrchovanosti nedošlo. Postaral se o to, aby se země stala nezávislejší a soběstačnější. V roce 1911 byla v Grónsku zavedena Zemská rada, která poprvé umožnila samosprávu obou kolonií.
Jens Daugaard-Jensen byl v roce 1913 jmenován rytířem Řádu Dannebrog a v roce 1921 navíc Dannebrogmandem. Byl také členem Královské geografické společnosti, nositelem Řádu svatého Olafa a komandérem 2. stupně Řádu Dannebrog.
Je po něm pojmenováno údolí Daugaard-Jensen na ostrově Disko, které odděluje horu Akuliarusersuaq východně od Kangerluku od zbytku ostrova, stejně jako Daugaard-Jensenova země a mys Daugaard-Jensen na Pearylandu na dalekém severu Grónska.

## Rodina
V roce 1900 se v Nakskovu oženil s Idou Louisou Catharinou Jensenovou (1875-1955). Ve sčítání lidu z roku 1916 jsou uvedeny tyto děti:
- Gunnar (* 30. ledna 1902)
- Eigil (* 30. července 1903)
- Ingrid Johanne (* 20. března 1905)
- Thora (* 9. června 1908)
- Ivar (* 22. března 1915)